# プロスカリン
プロスカリン(Proscaline)または4-プロポキシ-3,5-ジメトキシフェネチルアミン(4-propoxy-3,5-DMPEA)は、幻覚剤の1つである。構造と薬理作用は、メスカリン、イソプロスカリン、エスカリンに似る。

## 化学
プロスカリンは、フェネチルアミンに分類され、メスカリンの4-プロピルオキシホモログである。正式な化合物名は、4-プロピルオキシ-3,5-ジメトキシフェネチルアミンである。

## 効果
プロスカリンは幻覚作用を引き起こし、12時間は持続しうる。

## 薬理作用
プロスカリンが幻覚作用を引き起こす機構については分かっていないが、恐らく5HT2A 受容体と5HT2C受容体へのアゴニスト作用によるものと考えられている。

## 人気
プロスカリンは、事実上、地下市場では知られていない。論文も限られた数しか出されていない。

## 規制
アメリカ合衆国では、プロスカリンの規制は行われていない。